# Умершие в июле 1945 года
Это список известных людей, соответствующих установленным критериям значимости (см. Википедия:Критерии значимости персоналий), умерших в июле 1945 года.
Причина смерти указывается лишь в исключительных случаях (убийство, самоубийство, гибель в результате военных действий, смертная казнь, ДТП или несчастные случаи). В остальных случаях — не указывается.

## 2 июля
- Павел Носков — генерал-майор Рабоче-крестьянской Красной Армии.

## 5 июля
- Джон Кэртин (60) — австралийский государственный деятель, премьер-министр Австралии (1941-1945).
- Сергей Покровский (71) — российский и советский биолог и писатель-натуралист.

## 7 июля
- Саломея Нерис (40) — литовская поэтесса.

## 9 июля
- Глик, Рудольф (81) — австрийский виолончелист и композитор.
- Шабан, Казимир Аркадьевич (23) — Герои Советского Союза.

## 10 июля
- Гви́до Буффари́ни-Гви́ди (49) — итальянский государственный и политический деятель. Министр внутренних дел Итальянской Социальной Республики.
- Отакар Гржимали — чешский композитор и дирижёр.
- Иван Кормишин (21) — Герой Советского Союза.

## 12 июля
- Борис Галёркин (74) — российский и советский инженер, учёный в области теории упругости и математик.
- Рихтгофен, Вольфрам фон (49) — генерал-фельдмаршал Германии.

## 13 июля
- Пётр Лихолетов (27) — Герой Советского Союза, командир эскадрильи 159-го истребительной авиационного полка 275-й истребительной авиационной дивизии 13-й воздушной армии Ленинградского фронта, капитан.
- Алла Назимова (66) — американская актриса театра и кино.

## 14 июля
- Адамов, Григорий Борисович (59) — российский и советский журналист, редактор, позднее писатель-фантаст.

## 15 июля
- Айдесон, Джулия (65) — американская библиотекарь и общественный деятель.

## 17 июля
- Бочаров, Фёдор Андреевич — Полный кавалер ордена Славы.
- Эрнст Буш (60) — генерал-фельдмаршал Германии.
- Голубовский, Борис Эдуардович (22) — старший лейтенант Рабоче-крестьянской Красной Армии, участник Великой Отечественной войны, Герой Советского Союза.

## 18 июля
- Джон Брей (69) — американский легкоатлет, бронзовый призёр летних Олимпийских игр 1900.

## 19 июля
- Августин Волошин (71) — политический, культурный и религиозный деятель Закарпатья, грекокатолический священник, единственный президент Карпатской Украины (1939), Герой Украины (2002, посмертно); умер в советской тюрьме.

## 20 июля
- Поль Валери, французский поэт, эссеист, философ.

## 25 июля
- Альварес Дюмон, Сесар — испанский художник.

## 27 июля
- Аллилуев, Сергей Яковлевич (88) — русский революционер. Отец Н. С. Аллилуевой, тесть Сталина.
- Антон Слиц (51) — советский военный деятель, генерал-майор. Герой Советского Союза.
- Шахно Эпштейн — еврейский публицист и литературный критик. Писал на идише и по-русски.

## 30 июля
- Григорий Лемберг — русско-еврейский фотограф и кинооператор.
- Николай Стефанчиков (36) — Герой Советского Союза
- Эль-Регистан, Габриэль Аркадьевич (45) — советский поэт, соавтор слов гимна СССР (1943).